# Malakwal
Malakwal é uma cidade do Paquistão localizada na província de Punjab.